# Bill Sage

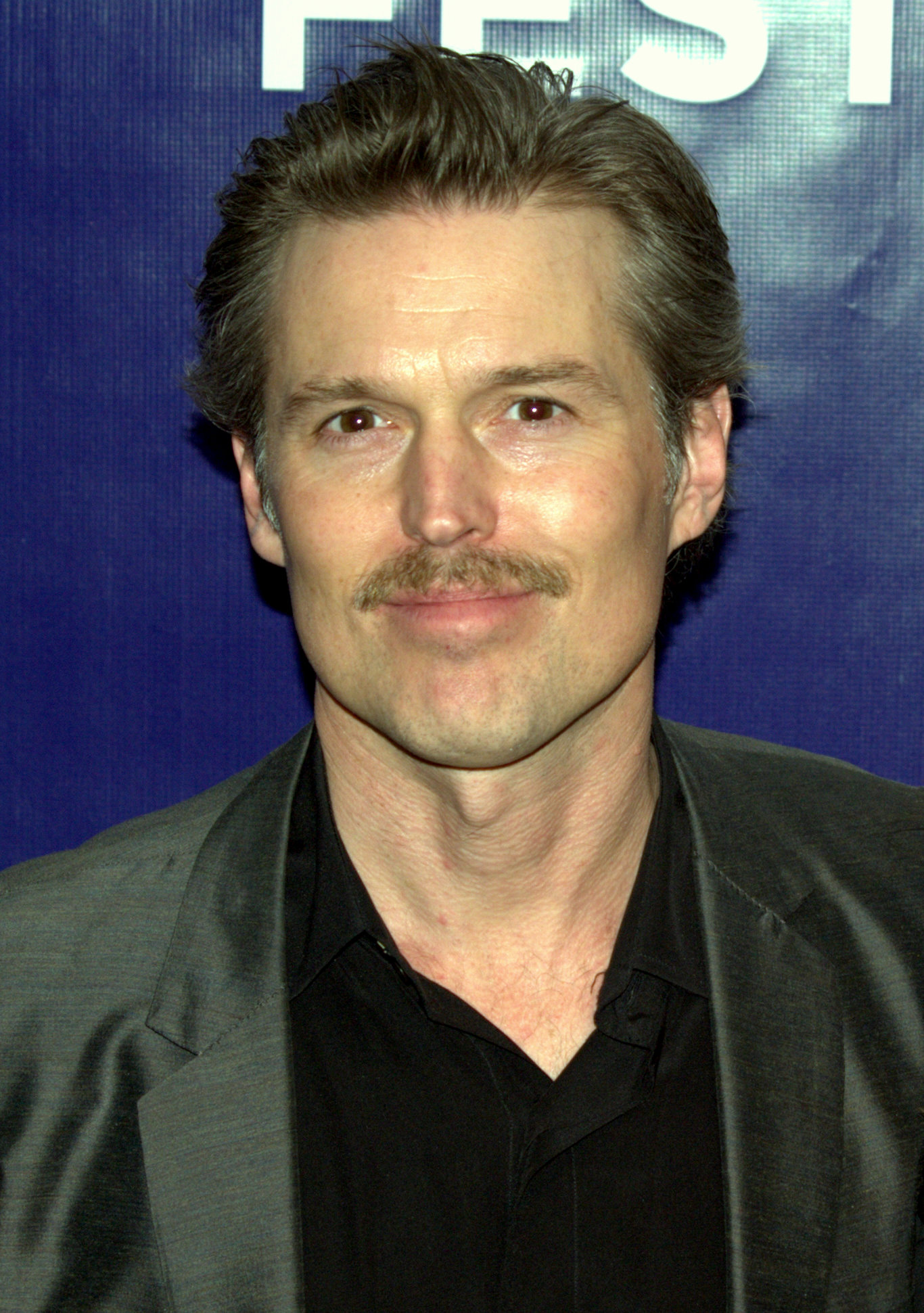
Bill Sage 2009

Bill William Sage III (* 17. Juli 1962 in New York, USA) ist ein US-amerikanischer Schauspieler.
Bill Sage wurde vor allem durch Filme wie American Psycho, Evenhand – Zwei Cops in Texas und Mysterious Skin – Unter die Haut bekannt. Anfang Mai 2012 bekam er die Hauptrolle in dem US-Remake des mexikanischen Horror-Filmes Wir sind was wir sind. Sein schauspielerisches Schaffen umfasst mehr als 110 Film- und Fernsehproduktionen.

## Filmografie
- 1989: Verdacht auf Liebe (The Unbelievable Truth)
- 1990: Trust – Blindes Vertrauen
- 1991: Ambition (Kurzfilm)
- 1991: Theory of Achievement (Kurzfilm)
- 1992: Laws of Gravity
- 1992: Simple Men
- 1993: Rift
- 1993: Flirt (Kurzfilm)
- 1994: A Counter Fancy (Kurzfilm)
- 1994: Babylon – Mörderische Lügen (Babylon: la paura è la migliore amica dell'uomo)
- 1995: Two Plus One (Kurzfilm)
- 1995: Wiedersehen in Miami (The Perez Family)
- 1995: Affair Play – Von Eifersucht getrieben
- 1995: Flirt – New York, Berlino, Tokio
- 1996: I Shot Andy Warhol
- 1996: Wenn Lucy springt (If Lucy Fell)
- 1996: Run Off (Boys)
- 1997: Chainsmoker (Kurzfilm)
- 1997: Jagd nach CM 24 (TV-Film)
- 1997: Cost of Living
- 1998: Zum Sterben zu müde (Too Tired to Die)
- 1998: High Art
- 1998: Sex and the City (Fernsehserie)
- 1998: New York People – Stories aus einer verrückten Stadt (Somewhere in the City)
- 1998: Remembering Sex (TV-Film)
- 1998: Melrose Place (Fernsehserie)
- 1999: Roberta
- 1999: Geheimprojekt X – Dem Bösen auf der Spur (Strange World), Fernsehserie
- 1999: Insider
- 2000: Aufs Spiel gesetzt (Rock the Boat)
- 2000: American Psycho
- 2000: Urbania
- 2000: Double Parked
- 2000: Risiko – Der schnellste Weg zum Reichtum (Boiler Room)
- 2000: The $treet – Wer bietet mehr? (Fernsehserie)
- 2001: Mourning Glory (Kurzfilm)
- 2001: No Such Thing
- 2001: Glitter – Der Glanz eines Stars
- 2001: My Best Friend's Wife
- 2001: Borderline – Kein Weg zurück (On the Borderline)
- 2002: For Earth Below (Kurzfilm)
- 2002: CSI: Den Tätern auf der Spur (CSI: Crime Scene Investigation), Fernsehserie
- 2002: Desert Saints
- 2002: Stray Dogs
- 2002: Evenhand – Zwei Cops in Texas
- 2003: Life on the Line (TV-Kurzfilm)
- 2003: The Maldonado Miracle (TV-Film)
- 2003: The Handler (Fernsehserie)
- 2003: Sin – Der Tod hat kein Gewissen
- 2004–2010: Criminal Intent – Verbrechen im Visier (Fernsehserie)
- 2004: Mysterious Skin – Unter die Haut
- 2004: Third Watch – Einsatz am Limit (Fernsehserie)
- 2005: The Girl from Monday
- 2005: Shooting Vegetarians
- 2005: CSI: Miami (Fernsehserie)
- 2006: Numbers – Die Logik des Verbrechens (Fernsehserie)
- 2006: Heavens Fall
- 2006: The Handyman (Kurzfilm)
- 2007: If I Didn't Care
- 2007: One Night
- 2008: Cashmere Mafia (Fernsehserie)
- 2008: Tennessee
- 2009: Precious – Das Leben ist kostbar (Precious: Based on the Novel Push by Sapphire)
- 2010: The Scientist
- 2010: Boy Wonder
- 2010–2011: Nurse Jackie (Fernsehserie)
- 2011: Boardwalk Empire (Fernsehserie)
- 2011: Reconstruction
- 2012: Electrick Children
- 2012: Person of Interest
- 2012: Blumenthal
- 2012: Bad Parents
- 2012: Surviving Family
- 2013: We Are What We Are
- 2013: White Collar (Fernsehserie)
- 2014: Every Secret Thing
- 2014: The Taking of Ezra Bodine
- 2014: Then There Was
- 2014: Ned Rifle
- 2014: Shockwave, Darkside
- 2014: Born 2 Race – Fast Track (Born to Race: Fast Track)
- 2014: Cold in July
- 2014: Elementary (Fernsehserie)
- 2014: Law & Order: Special Victims Unit (Fernsehserie)
- 2015: Fan Girl
- 2015: The Taking of Ezra Bodine (Kurzfilm)
- 2015: The Boy
- 2015: All Summers End (Grass Stains)
- 2015: The Preppie Connection
- 2015: The Sphere and the Labyrinth
- 2016: Hap and Leonard (Fernsehserie)
- 2016: Movies and Stuff (Fernsehserie)
- 2016: Fender Bender
- 2016: Delinquent
- 2016: AWOL
- 2017: The Price
- 2017: Welcome to Willits (Alien Hunter)
- 2017–2018: Power (Fernsehserie)
- 2017: Orange Is the New Black (Fernsehserie)
- 2017: The Archer
- 2018: After Everything
- 2018: The Big Take
- 2018: Carbon Canyon
- 2019: The Wave – Deine Realität ist nur ein Traum (The Wave)
- 2019: Reprisal (Fernsehserie)
- 2020: The Dinner Party
- 2020: The Pale Door
- 2020: The Catch
- 2021: Wrong Turn – The Foundation (Wrong Turn)
- 2021: Payback
- 2021: Magnum P.I. (Fernsehserie, Folge 3x09)